# Trematocara macrostoma
Trematocara macrostoma är en fiskart som beskrevs av Max Poll 1952. Trematocara macrostoma ingår i släktet Trematocara och familjen Cichlidae. IUCN kategoriserar arten globalt som livskraftig. Inga underarter finns listade i Catalogue of Life.